# Charles Wolfe
Charles Wolfe (14. prosince 1791 – 21. února 1823) byl irský badatel, básník, anglikánský kněz a dějepisec. Jedno z jeho nejvýznamnějších děl je Pohřeb sira Johna Moorea.